# سراغة مقدسية
السراغة المقدسية (باللاتينية: Crepis hierosolymitana) نوع نباتي يتبع جنس السراغة من الفصيلة النجمية.

## الموئل والانتشار
موطنها بلاد الشام.